# Poblado las Palmas
Poblado las Palmas är en ort i Mexiko.   Den ligger i kommunen Las Choapas och delstaten Veracruz, i den sydöstra delen av landet, 600 km öster om huvudstaden Mexico City. Poblado las Palmas ligger 72 meter över havet och antalet invånare är 201.
Terrängen runt Poblado las Palmas är huvudsakligen platt. Poblado las Palmas ligger uppe på en höjd. Runt Poblado las Palmas är det ganska glesbefolkat, med 29 invånare per kvadratkilometer. Närmaste större samhälle är Las Choapas, 18,1 km norr om Poblado las Palmas. Omgivningarna runt Poblado las Palmas är en mosaik av jordbruksmark och naturlig växtlighet.